# П'єр Бальмен
П'єр Александр Клаудіус Бальмен (фр. Pierre-Alexandre Claudius Balmain; (18 травня 1914, Сен-Жан-де-Морьєнн, Франція — 29 червня 1982, Париж, Франція) — французький кутюр'є, модельєр, дизайнер, засновник модного будинку Balmain (1945).

## Життєпис

### Дитинство
Народився П'єр 18 травня 1914 року в невеликому альпійському містечку Сен-Жан-де-Мор'єнн, що знаходиться в регіоні Савоя, Франція. Його батько та мати володіли магазином текстилю в Провансі та невеликою швейною мануфактурою. Увесь свій вільний час хлопчик любив проводити в магазині, де сворював і одягав паперових ляльок. Улюбленим його заняттям було споглядання роботи спеціалістів, що створювали вишукані наряди.
У 1921 році помирає батько і бізнес перестає приносити прибуток. Усе, що від нього залишилося — це скриня з театральними костюмами, які в майбутньому влинули на свідомість П'єра і його бачення моди.
У 1925 році П'єр Бальмен отримав стипендію на навчання в Шамбері. Пізніше він усвідомив, що хотів би пов'язати життя з модою, проте, за порадою матері, починає вивчати архітектуру в Паризькій академії вишуканих мистецтв. Невдовзі у молодика викупає три ескізи відомий модельєр Роберт Піге і П'єр вирішує підкорювати світ моди.

### Кар'єра та модний будинок Balmain
Бальмен почав працювати в студії Едварда Моліно, де вчився і формував індивідуальний стиль, основою якого була лаконічність та практичність. П'єр Бальмен згадував Моліно так: «Цей елегантний англієць, що тримав світ моди у свої руках впродовж 1930-их років».  У 1936 році П'єра призивають на військову службу і робота з Моліно переривається.
Під час Другої світової війни П'єр Бальмен працював у модному будинку Люсьєна Лелонга, де зустрів Крістіана Діора. Майбутні ікони моди швидко знайшли спільну мову і Бальмен, вирішивши розпочати власну справу, запропонував Крістіану партнерство. Через нерішучість Крістіана Діора планам про співпрацю не судилося збутися і в 1945 році П'єр Бальмен відкриває в Парижі перше власне ательє під назвою «Красуня».
У 1947 році після подорожі до Бангкока Бальмен отримує звернення від тайського посольства, після чого розпочинається тісна співпраця дизайнера та Королеви Сірікіт над створенням образів для її гардеробу. П'єр Бальмен підкреслив красу Королеви поєднанням тайського шовку і дорогоцінного каміння з елегантними силуетами.
У 1949 році П'єр Бальмен починає підкорювати Америку і відкриває бутик у Нью-Йорку, а через два роки засновує компанію, що в подальшому випускає лінійку одягу для американців.
Протягом 1950-их років дизайнер розпочинає партнерство з кіноіндустрією і створює ряд костюмів для відомих фільмів. П'єр Бальмен одягає Марлен Дітріх, Вів'єн Лі, Гертруду Стайн, Кетрін Хепберн, Софі Лорен. У 1968 році Бальмен створює форму для зимніх Олімпійських ігор.
У 1960-их роках популярність будинку моди спадає, клієнти надають перевагу лаконічному Сен-Лорану і все менше звертають увагу на помпезність Бальмена: каміння, вишивки, золоті елементи поступаються оригінальним принтам.
У 1980 році П'єр Бальмен отримав премію «Tony Award» за «Найкращий дизайн костюмів», а також став лауреатом «Drama Desk Award» в номінації «Найкращий костюмер».
П'єр Бальмен помер 29 червня 1982 року після тривалої боротьби з раком печінки в Парижі.

### Власний стиль
Фірмовий дизайнерський почерк П'єра Бальмена досить легко розпізнати: у свої роботі над образами він надавав перевагу пишності та вишуканості. Зазвичай використовував ніжні пастельні кольори, а яскраві та кричущі намагався уникати. Його фаворитами були ліловий, світло-блакитний, бузковий, оливковий, фіалковий та мигдалевий. Дизайнер обирав тканини з візерунками квітів і східними орнаментами. Шовк, хутро, ручна вишивка, позолота, нашивки — усе це Бальмен використовував для того, аби зробити речі унікальними та неповторними.

## Особисте життя
П'єр Бальмен був гомосексуалом.

## Художник з костюмів
- 1951 — фільм «Ніч без зірок».
- 1953 — фільм «Сигнал на південь».
- 1954 — фільм «Один крок до вічності».
- 1957 — фільм «Хто знає…».
- 1960 — спектакль «Мільйонерка».
- 1963 — серіал «Театр крісел» епізод «Райська сюїта».
- 1980 — мюзикл «З Новим роком».

Усього П'єр Бальмен працював художником костюмів у 51 кіно- і телепроєктах, а також став частиною знамальної групи фільму «Um 8 fängt unser Leben an».

## Номінації та нагороди
- 1980 — премія «Tony Award» за «Найкращий дизайн костюмів».
- 1980 — премія «Drama Desk Award» за «Видатний дизайн костюмів».